# Pendleton (Lancashire)
Pour les articles homonymes, voir Pendleton.
Pendleton est un village et une paroisse civile du Lancashire, en Angleterre.